# Патерни конкурентного програмування
Патерни конкурентного програмування — тип патернів у галузі проєктування програмного забезпечення, що застосовуються при багатопотоковому програмуванні. Прикладами таких патернів є:
- Активний об'єкт (Active Object)
- Ігнорування (Balking pattern)
- Бар'єр (Barrier)
- Подвійна перевірка замка (Double-checked locking)
- Охороняєме призупинення (Guarded suspension)
- Ведучий/підпорядкований (Leaders/followers pattern)
- Об'єкт-монітор (Monitor Object)
- Реактор (Reactor pattern)
- Багато читачів/один дописувач (Readers write lock pattern)
- Планувальник (Scheduler pattern)
- Пул потоків (Thread pool pattern)
- Зберігання в межах потоку (Thread-local storage)